# 2. deild Wysp Owczych (2008)
W roku 2008 odbyła się 32. edycja 2. deild Wysp Owczych – trzeciej ligi piłki nożnej Wysp Owczych. W rozgrywkach brało udział 10 klubów z całego archipelagu. Dwa kluby z pierwszych miejsc awansowały do 1. deild. W sezonie 2008 były to: Fram Tórshavn oraz MB Miðvágur. Kluby z ostatnich miejsc spadały do 3. deild, a w roku 2008 były to: Skála ÍF II B36 II Tórshavn.

## Uczestnicy
| Uczestnicy 2. deild Wysp Owczych 2007                                                                         | Uczestnicy 2. deild Wysp Owczych 2007 | Uczestnicy 2. deild Wysp Owczych 2007 | Uczestnicy 2. deild Wysp Owczych 2007 |
| --- | ------------------------------------- | ------------------------------------- | ------------------------------------- |
| ÍF II | ÍF II Fuglafjørður                    | 4                                     |                                       |
| Fram | Fram Tórshavn                         | 6                                     |                                       |
| MB | MB Miðvágur                           | 7                                     |                                       |
| SKÁII | Skála ÍF II                           | 8                                     |                                       |
| KÍ III | KÍ III Klaksvík                       | 9                                     |                                       |
| Nowi uczestnicy                                                                                               |                                       |                                       |                                       |
| 07II | 07 II Vestur                          |                                       |                                       |
| VÍKIII | Víkingur III Gøta                     |                                       |                                       |
| Spadek z 1. deild Wysp Owczych 2007                                                                           |                                       |                                       |                                       |
| B36II | B36 II Tórshavn                       | 10                                    |                                       |
| Awans z 3. deild Wysp Owczych 2007                                                                            |                                       |                                       |                                       |
| ABII | AB II Argir                           |                                       |                                       |
| TB II | TB II Tvøroyri                        |                                       |                                       |
| Oznaczenia: - kolumna pierwsza – skróty nazw drużyn, - kolumna trzecia – miejsce zajęte w poprzednim sezonie. |                                       |                                       |                                       |

## Tabela ligowa
| Lp. | Drużyna               | M  | Z  | R | P  | Bramki | Bramki | Różn. | Pkt | Uwagi              |
| --- | --------------------- | -- | -- | - | -- | ------ | ------ | ----- | --- | ------------------ |
| 1   | Fram Tórshavn (M) (A) | 16 | 15 | 0 | 1  | 89     | 12     | +77   | 45  | Awans do 1. deild  |
| 2   | MB Miðvágur (A)       | 16 | 9  | 2 | 5  | 50     | 20     | +30   | 29  | Awans do 1. deild  |
| 3   | AB II Argir           | 15 | 9  | 1 | 5  | 44     | 38     | +6    | 28  |                    |
| 4   | TB II Tvøroyri        | 16 | 8  | 3 | 5  | 36     | 36     | 0     | 27  |                    |
| 5   | 07 II Vestur          | 16 | 7  | 2 | 7  | 35     | 45     | −10   | 23  |                    |
| 6   | ÍF II Fuglafjørður    | 16 | 7  | 1 | 8  | 56     | 46     | +10   | 22  |                    |
| 7   | KÍ III Klaksvík (S)   | 16 | 4  | 0 | 12 | 24     | 61     | −37   | 12  | Spadek do 3. deild |
| 8   | Víkingur III Gøta     | 16 | 2  | 3 | 11 | 23     | 54     | −31   | 9   |                    |
| 9   | Skála ÍF II (S)       | 15 | 2  | 3 | 10 | 18     | 63     | −45   | 9   | Spadek do 3. deild |
| 10  | B36 II Tórshavn       | 0  | 0  | 0 | 0  | 0      | 0      | 0     | 0   |                    |